# 小島茂雄
小島 茂雄（小島 茂、こじま しげお、1886年 - 1970年）は、立教大学文学部元学部長、立教中学校（現・立教池袋中学校・高等学校）元校長。日本聖公会の聖職者。元日本陸軍通訳官。

## 人物・経歴
1886年（明治19年）、茨城県生まれ。旧姓高橋。上京して立教中学校三年に入学。1908年（明治41年）、同校卒業。1911年（明治44年）、立教大学文学部を卒業。立教大学第一回の卒業生で、高松孝治（立教大学元教授、大学チャプレン）、久保田正次（立教大学元教授、立教大学野球部元部長、商学部卒）と同級生。
聖公会神学院を卒業して渡米。1912年（大正元年）、米国ニューヨーク市ジェネラル神学校とコロンビア大学に学ぶ。
帰国後、1915年（大正4年）に司祭按手を受け、同年9月から1918年（大正7年）9月まで日本聖公会前橋聖マッテア教会司牧を務めた。1916年（大正5年）3月には日本聖公会執事の職位に任じられ、1917年（大正6年）4月に日本聖公会長老の職位を受ける。
1918年（大正7年）9月4日、陸軍通訳官となり出征し、第12師団司令部付を拝命。1919年（大正8年）4月23日依願免職。
同年1919年（大正8年）立教大学チャプレンとなり、翌年1920年（大正9年）10月、立教中学校校長に就任。
1930年（昭和5年）4月、立教大学文学部部長に就任。
1936年（昭和11年）退職。この退職は、小島が修士号（Master of Philosophy）もしくは博士号（PhD）の学位を受けていなかった学位詐称が問題となってのことであった。

後に伊藤俊太郎（立教中学校元教員）が語ったところによると、退職の背景には、その年の夏に学長選挙が控えており、小島が学長になるのを阻止しようと反小島派が仕掛けたものであったとも言われる。また、当時学長であった木村重治も同年にチャペル事件で退任することとなったが、これは小島派が木村派への報復として学内で煽り、全学生のストライキにまで持っていき退任させたという説を語っているが、真相は不明としている。
1970年（昭和45年）、逝去。
先の伊藤俊太郎は、小島は立教を辞めた後、キリスト教を捨てて、キリスト教の葬式もしていないとも語っている。しかし、小島は立教大学のチャペルの屋根上にあったケトル十字が関東大震災で崩落した際には譲り受けて長く保管し、雑司ヶ谷霊園にある小島の墓地にはそのケルト十字が置かれており、立教退職後もキリスト教を信仰していた事実が分かっている。